# Alagoa Grande
Alagoa Grande is een gemeente in de Braziliaanse deelstaat Paraíba. De gemeente telt 28.126 inwoners (schatting 2009).
De gemeente grenst aan Juarez Távora, Areia, Alagoinha, Mulungu, Serra Redonda, Massaranduba, Gurinhém, Matinhas en Alagoa Nova.